# Christian Friedrich Hunold
Christian Friedrich Hunold (pseudonyme "Menantes") était un poète allemand né le 29 septembre 1680 (ou 1681) à Wandersleben en électorat de Mayence et décédé le 16 août 1721 à Halle-sur-Saale.

## Biographie
Ses parents, Tobias et Barbara Catharina, moururent à deux mois d'intervalle (entre février et mars 1691) et laissèrent cinq orphelins (quatre fils et une fille). Christian Friedrich commence ses études à Arnstadt mais intègre rapidement le collège Augusteum de Weißenfels qu'il quittera à l'été 1698. La renommée de l'établissement donne à penser qu'il devait présenter d'excellentes aptitudes scolaires. Il y reçut l'enseignement de Christian Weise. Christian Friedrich Hunold part ensuite pour l'université d'Iéna pour y étudier le droit et les langues jusqu'à l'hiver 1699-1700. Il y mène en effet une vie dissolue et dilapide ses économies au point de devoir chercher fortune ailleurs. Il se pose à Hambourg et écrit des romans qui rencontrent un certain succès. Son Satyrischer Roman, publié en 1706, provoque un scandale qui le conduit à partir pour Halle où il donne des conférences privées. Il vit de ses écrits mais meurt au début de sa quarantaine d'une tuberculose.
Johann Sebastian Bach reprend ses textes dans les cantates BWV 66a, 134a, 193a, 204 et des cantates à la musique perdue BWV Anh. 5, 6 et 7.